# Sveti Andraž v Slovenskih Goricah
Sveti Andraž på Slovenske gorice är en kommun, som har en kyrklig församling belägen intill orten Vitomarci i den östra delen av republiken Slovenien.

## Byar i kommunen
- Drbetinci
- Gibina
- Hvaletinci
- Novinci
- Rjavci
- Slavšina
- Vitomarci